# Рипперт, Хорст
Хорст Рипперт (24 мая 1922 — 19 апреля 2013) — немецкий журналист и спортивный репортёр ZDF. Во время Второй мировой войны лётчик-истребитель люфтваффе. После войны Хорст Рипперт учился, стал журналистом в Norddeutscher Rundfunk. В 1962 году был принят в ZDF, где долго работал спортивным репортёром, освещал восемь Олимпийских игр и три чемпионата мира.
Старший брат певца Ивана Реброва (Реброффа).

## Биография
Прошёл лётную подготовку в 1941 году в Германии. В течение полутора лет летал во Франции (Авиньон, Оранж и Марсель) на Messerschmitt Bf 109 .
В 2008 году обратил на себя внимание средств массовой информации, утверждая что сбил самолёт Антуана де Сент-Экзюпери в 1944 году. В интервью FAZ в 2008 году Рипперт заявил, что его бабушка была еврейкой, но этот факт не повлиял на его службу в люфтваффе. По его словам он одержал в общей сложности 28 воздушных побед, получил Рыцарский крест Железного креста и немецкий крест. Дважды был сбит, но оба раза смог спастись. Закончил войну в звании лейтенанта.
Согласно его словам, 31 июля 1944 года, будучи в составе эскадрильи «Ягдгруппе 200», к юго-западу от Марселя над Средиземноморьем, он встретил самолёт «Lockheed P-38 Lightning», который пилотировал писатель Антуан де Сент-Экзюпери, и сбил его
(видимо, Сент-Экзюпери был сразу убит или тяжело ранен, потерял управление самолётом и не смог выпрыгнуть с парашютом). Самолёт вошёл в воду на большой скорости и практически вертикально. В момент столкновения с водой произошёл взрыв. Самолёт был полностью разрушен. Его фрагменты рассеяны на огромном пространстве под водой. Согласно заявлениям Рипперта, он признался, чтобы очистить имя Сент-Экзюпери от обвинений в дезертирстве или самоубийстве, так как уже тогда был большим поклонником творчества Сент-Экзюпери и никогда бы не стал в него стрелять, но он не знал, кто был за штурвалом самолёта противника:
Пилота я не видел, лишь позже я узнал, что это был Сент-Экзюпери
О том, что пилотом сбитого самолёта был именно Сент-Экзюпери, немцам стало известно в те же дни из радиоперехвата переговоров французских аэродромов, который осуществляли немецкие войска. Между тем пилоты Люфтваффе, служившие с Хорстом Риппертом, выражают сомнение в правдивости его слов, что он скрыл факт уничтожения довольно крупного самолёта от собственного командования. Многие исследователи считают, что основной версией является падение самолёта Сент-Экзюпери от неисправности, а Хорст Рипперт говорит неправду.
Сейчас обломки самолёта находятся в Музее авиации и космонавтики в Ле-Бурже.